# Монлу (парк)
Парк Монлу — зелений район Мілана, розташований в східній частині міста між річкою Ламбро та східною кільцевою дорогою (зона 4). Парк складається з лугів та галявин, лісів та довгих рядів тополь, що оточують сільську місцину Монлу; є два футбольні поля. Заплановано роботи по сполученню парку з парком Форланіні. За річкою Ламбро простягається проспект Авіації, який веде до аеропорту Лінате. Сільський комплекс (кашіна) був заснований тут ще в 1267 р. орденом Umiliati di santa Maria di Brera.
Флора парку представлена: американський клен, клен гостролистий, індіанське бобове дерево, баґоларо, кінський каштан, в'яз, тополя, чорна тополя, платан звичайний, верба біла, горобина, липа серцелиста.

## Галерея

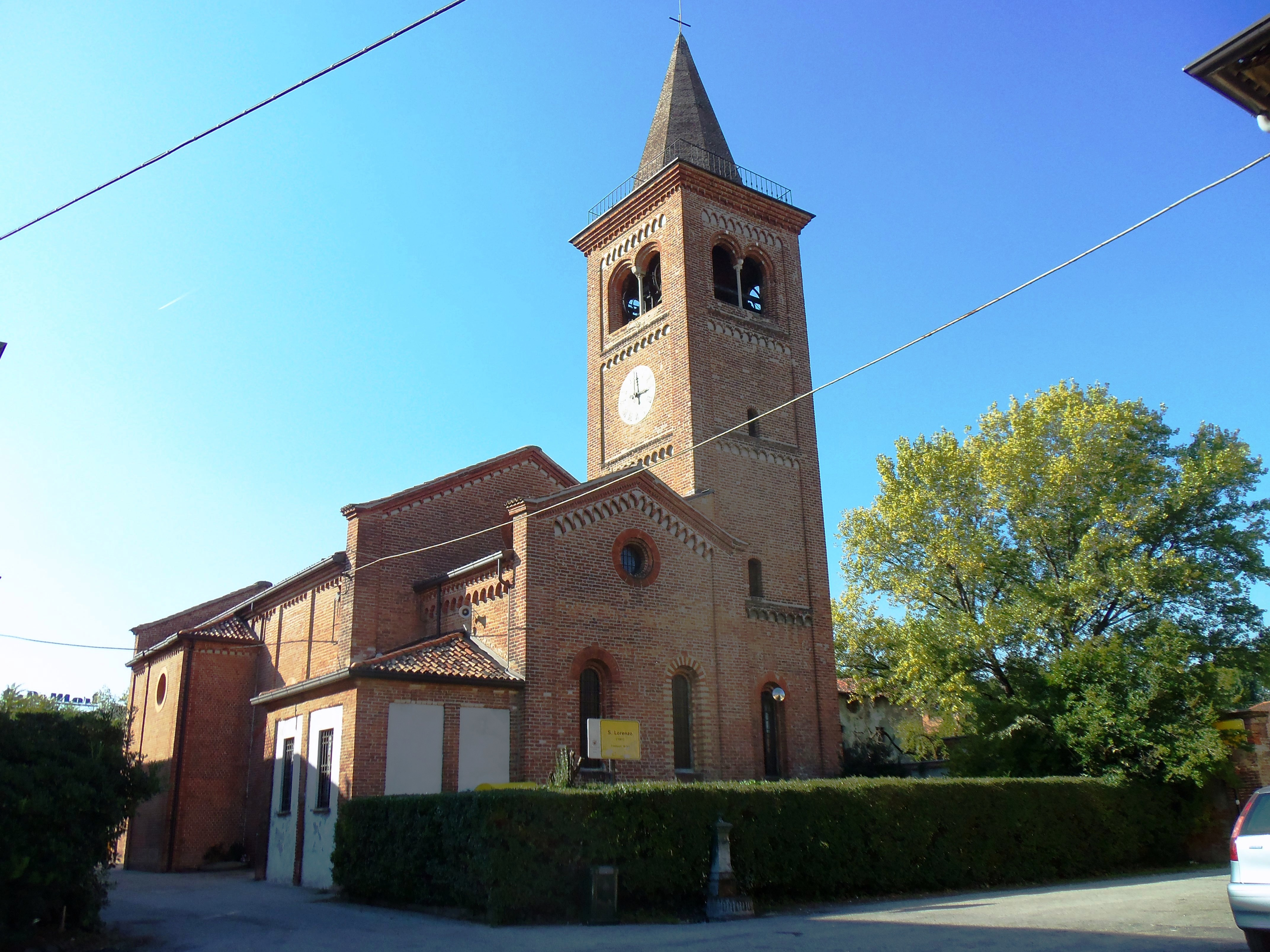
Церква Сан Лоренцо
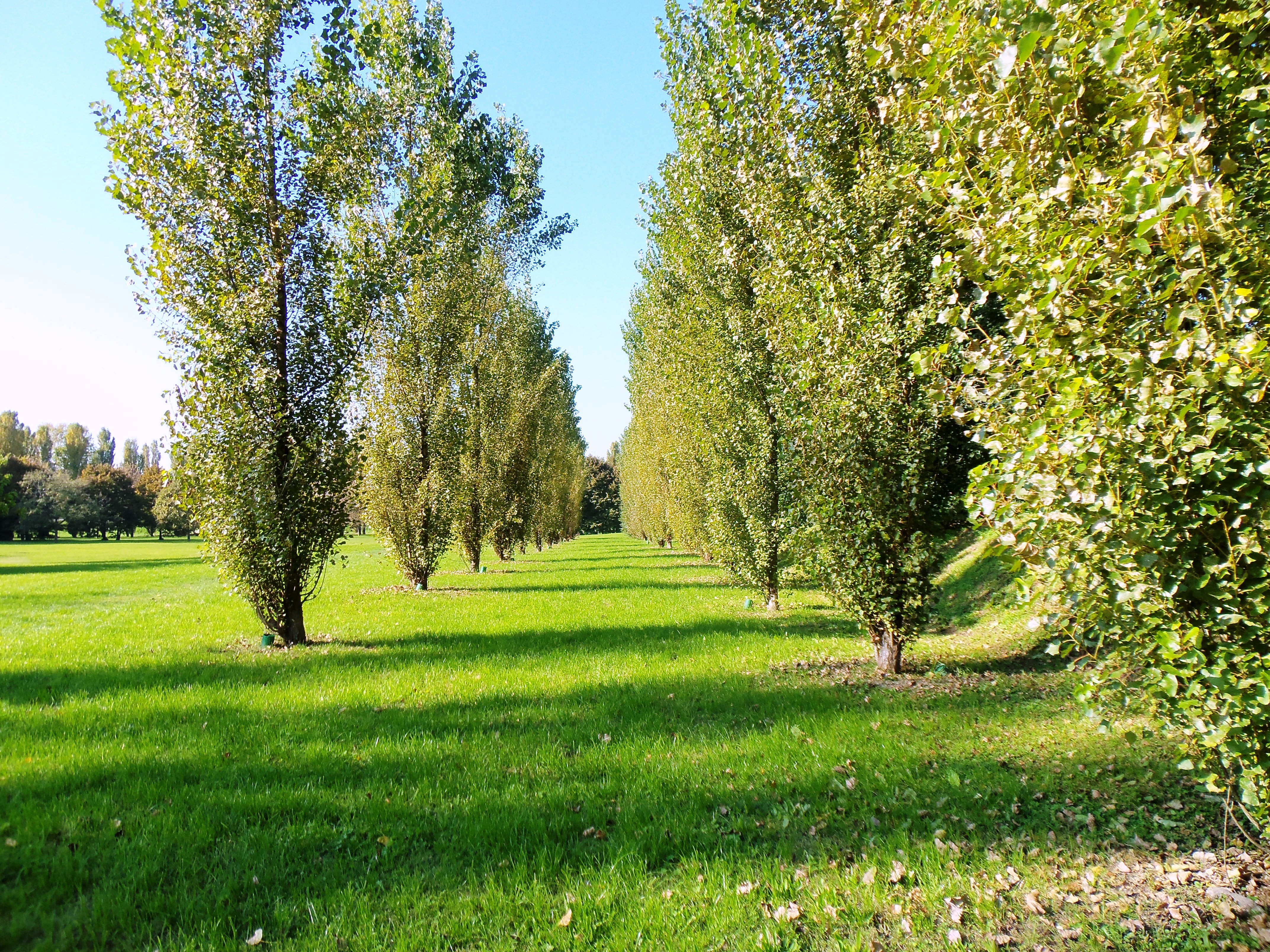
Тополі в парку
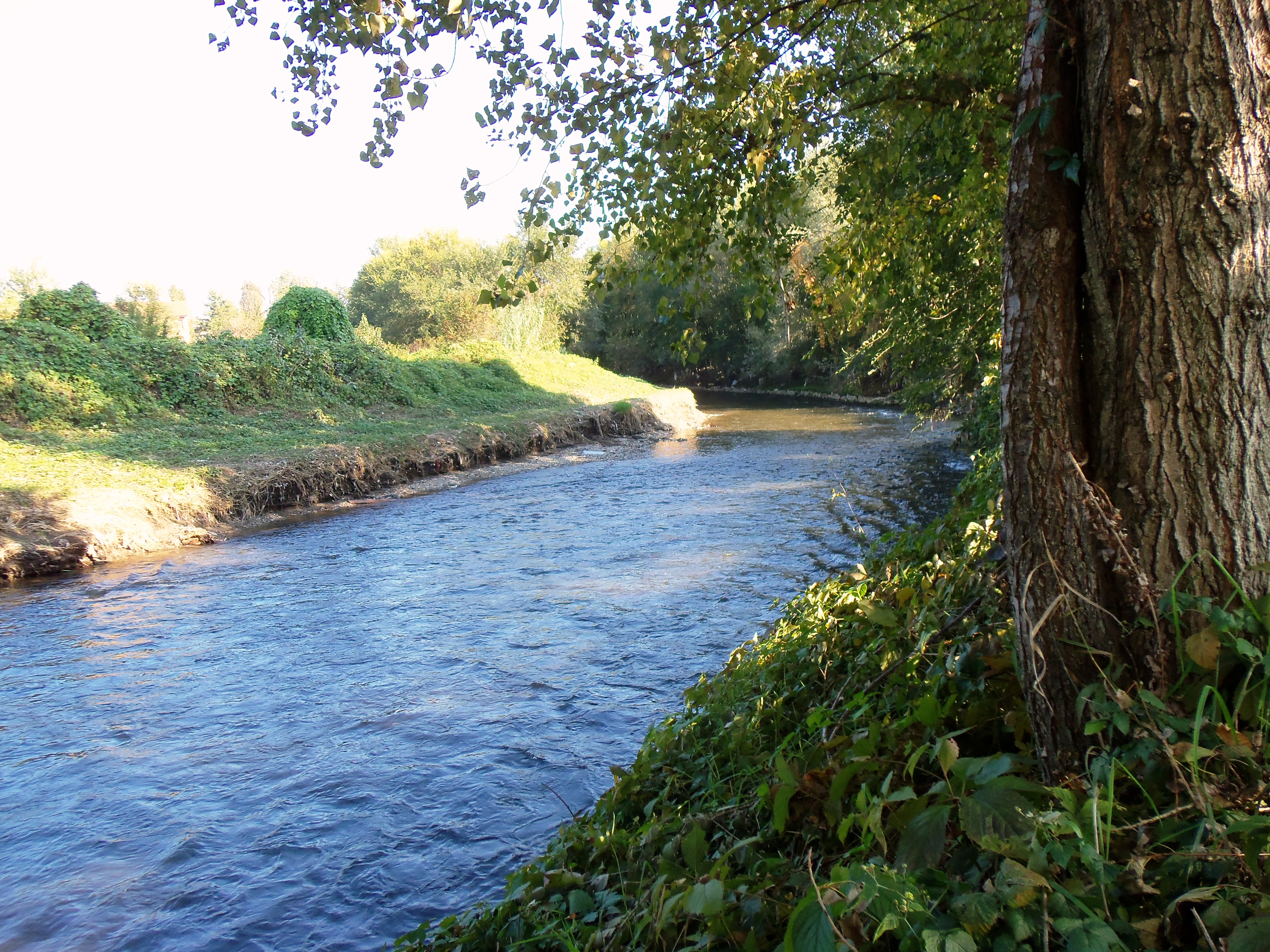
Ламбро в парку
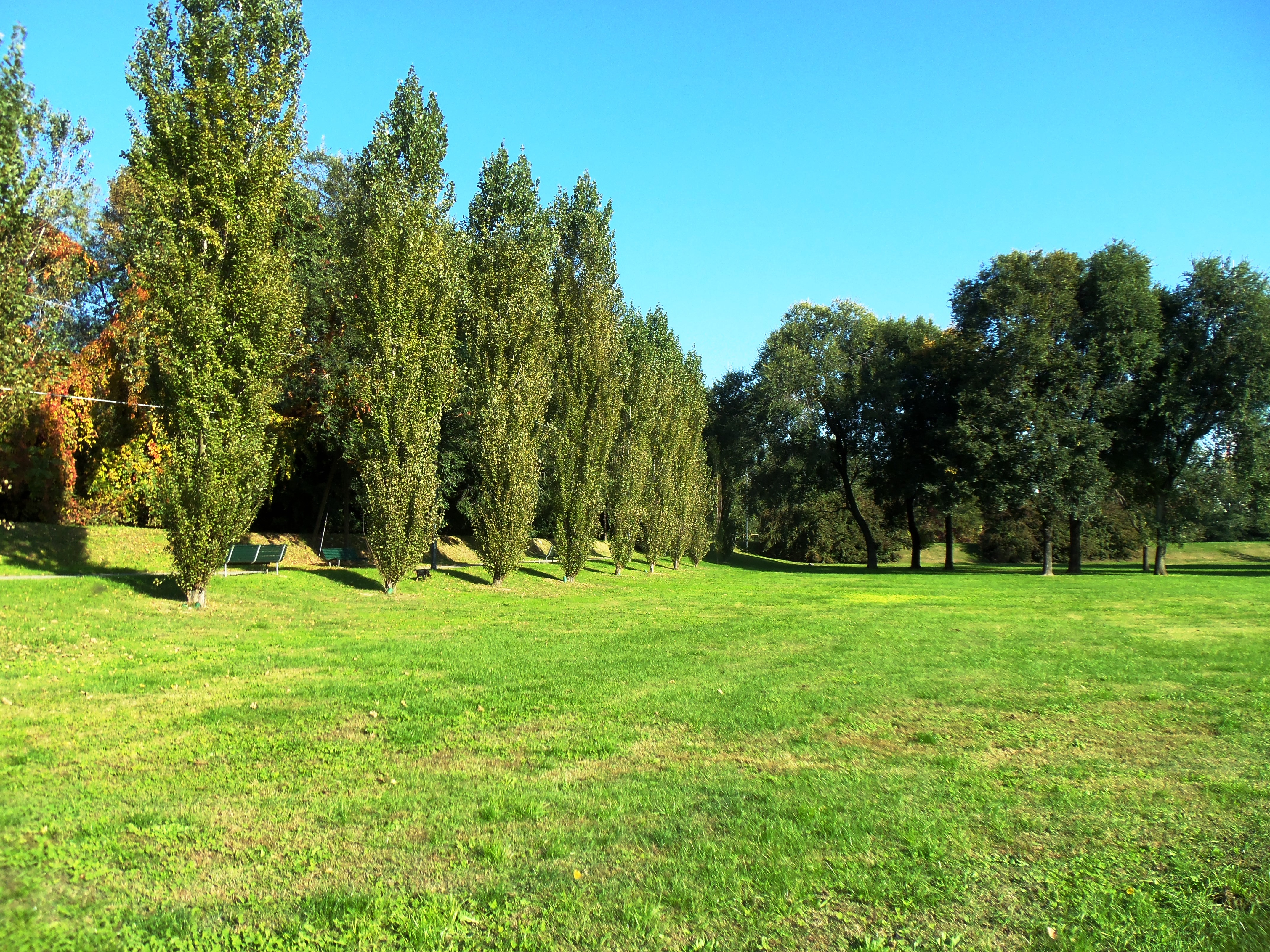
Галявини та ліси
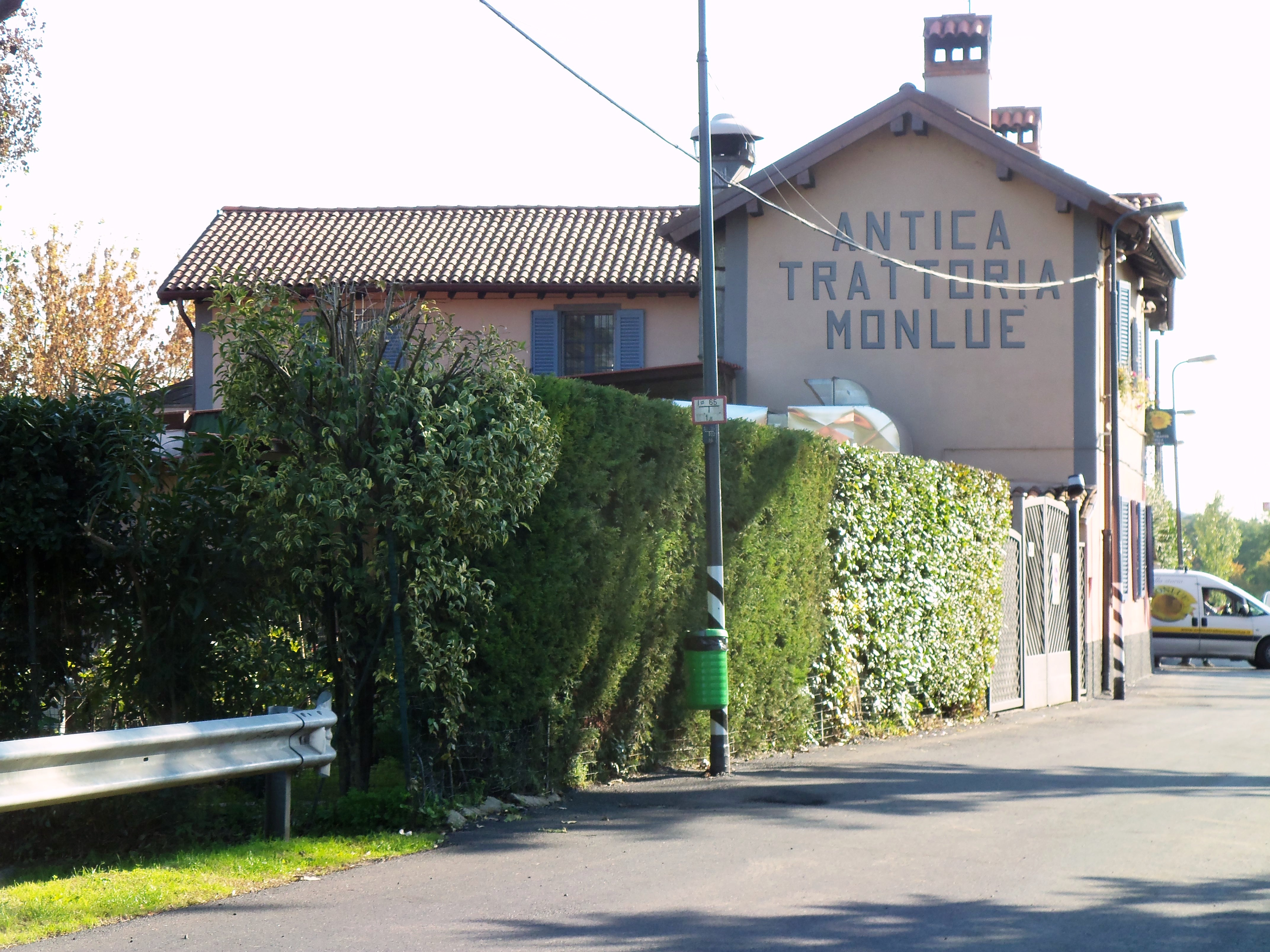
Стара тратторія